# مكسيموس (بابا الإسكندرية)
مكسيموس الأول بابا الإسكندرية. ولد بالإسكندرية لأبوين مسيحيين. رسمه البابا ياراكلاس شماساً على كنيسة الإسكندرية، ثم رسمه البابا ديونيسيوس قساً. وبعد وفاة البابا ديونيسيوس، اختير بطريركاً. استمرت فترة بطريركيته من 9 نوفمبر 264 إلى 9 أبريل 282. توفي عام 282، ودفن في كنيسة بوكاليا.